# Cantharellales
Cantharellales là một bộ nấm trong lớp Agaricomycetes.

## Môi trường sống và phân bố
Bộ nấm Cantharellales phân bố rộng rãi khắp thế giới. Hầu hết nấm trong bộ là nấm ngoại cộng sinh (ectomycorrhizal), kết hợp với các loài cây bụi, thực vật có mạch khác. Các loài thuộc họ Botryobasidiaceae được coi là nấm hoại sinh trên thân gỗ.

## Giá trị sử dụng
Một số loài trong chi Hydnum thuộc họ Hydnaceae, đặc biệt là loài Hydnum repandum có thể ăn được và được bày bán ở các cửa hàng hay xuất khẩu dạng tươi trên toàn cầu.

## Các chiincertae sedis
Dưới đây là danh sách các chi nằm trong bộ Cantharellales nhưng không được xếp vào họ nào vì chưa có vị trí rõ ràng. Chúng được gọi là incertae sedis.
- Burgella Diederich & Lawrey (2007)
- Minimedusa Weresub & P.M.LeClair (1971)
- Odontiochaete Rick (1940)
- Radulochaete Rick (1940)

## Hình ảnh

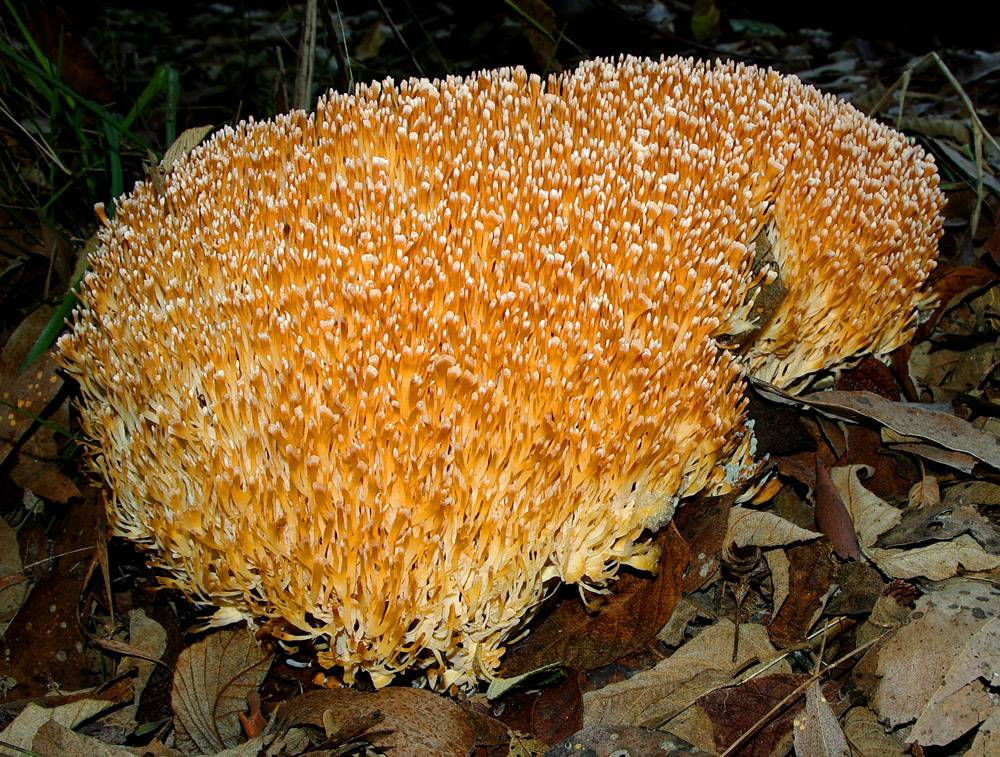
Aphelaria cf. complanata (Aphelariaceae)
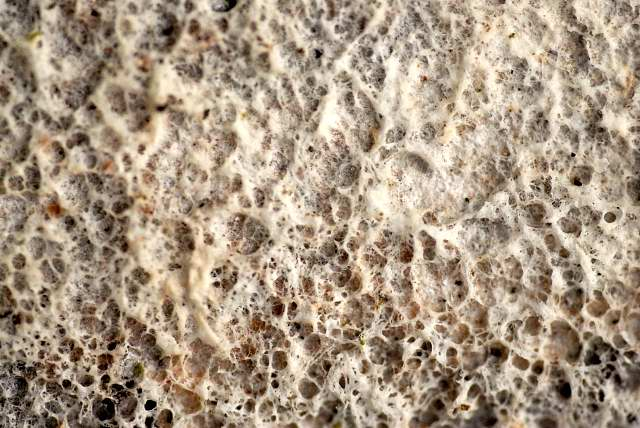
Botryobasidium vagum (Botryobasidiaceae)
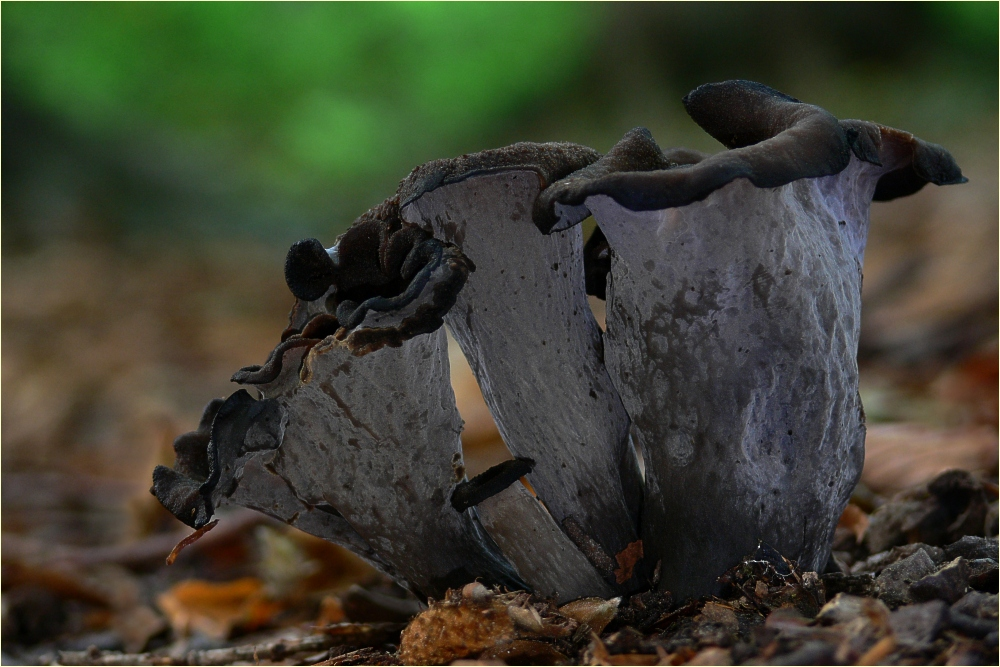
Craterellus cornucopioides (Cantharellaceae)
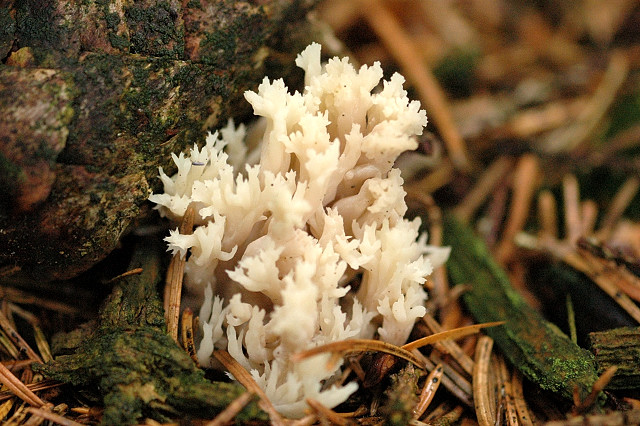
Clavulina coralloides (Clavulinaceae)
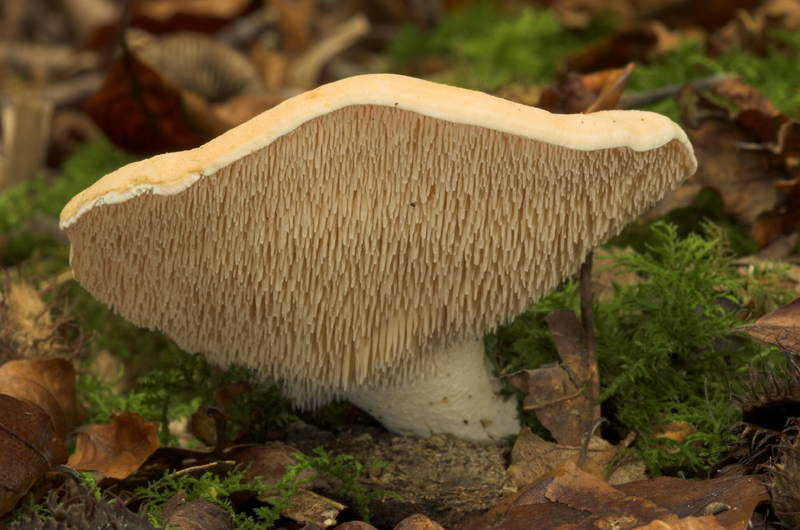
Hydnum repandum (Hydnaceae)
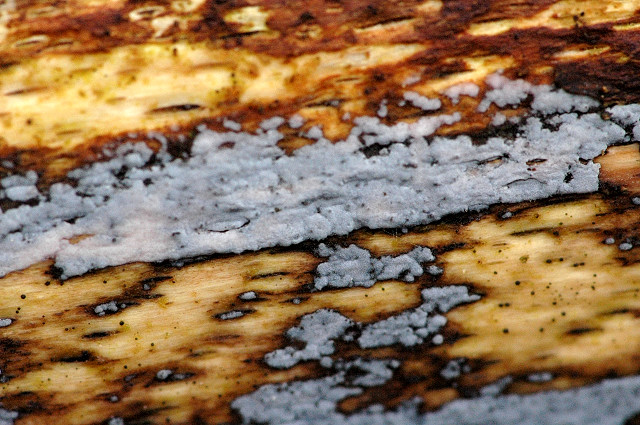
Tulasnella violea (Tulasnellaceae)